# 片基夫卡 (利京區)
49°22′10″N 28°16′25″E / 49.36944°N 28.27361°E
片基夫卡（烏克蘭語：Пеньківка），是烏克蘭的村落，位於該國西南部文尼察州，由文尼察區負責管轄，始建於1650年，面積0.31平方公里，海拔高度256米，2001年人口1,127，人口密度每平方公里3,647.25人。